# Kiririsha
Kiririsha és una de les deesses principals de la religió elamita, identificada amb el concepte de mare del cel, tot i que, com d'altres divinitats de la regió, no presenta uns atributs tan definits com els déus d'altres mitologies, ja que els elamites, a part d'un politeisme que variava força de regne a regne, tenien un concepte vague de moltes idees lligades als seus déus. A diferència dels seus veïns, doncs, no tenien un catàleg tancat de personificacions encarnades en déus sinó un conjunt de trets que s'associaven a noms que sovint no es podien pronunciar públicament per por a invocar el poder desmesurat d'aquestes figures (fet que ha dificultat la comprensió posterior de molts fenòmens religiosos elamites).
El fet que la deessa suprema del panteó (o una figura molt principal com a mínim) fos femenina s'ha vist com reminiscències de la religió prehistòrica on la deessa mare ocupava el lloc més destacat com a símbol d'engendradora de vida. De fet s'ha traduït el seu nom com "gran deessa" o "gran senyora". Per això es considera que era una deessa de la fertilitat. És la pàredra del déu Napirisha.
Se la venerava especialment a Anxan i Liyan des del III mil·lenni aC. Segons algunes fonts, podria ser una variant del sud d'Elam de Pinikir o Pinigir, honorada més al nord, però els documents semblen referir-se a figures diferenciades. Els assiris es referien a ella com la encarnació elamita d'Ixtar.